# Philomath
Philomath és una població dels Estats Units a l'estat d'Oregon. Segons el cens del 2000 tenia 3.838 habitants.

## Demografia
Segons el cens del 2000, Philomath tenia 3.838 habitants, 1.346 habitatges, i 1.017 famílies. La densitat de població era de 1.157,7 habitants per km².
Dels 1.346 habitatges en un 47,3% hi vivien nens de menys de 18 anys, en un 55,8% hi vivien parelles casades, en un 15,1% dones solteres, i en un 24,4% no eren unitats familiars. En el 18,6% dels habitatges hi vivien persones soles el 5,1% de les quals corresponia a persones de 65 anys o més que vivien soles. El nombre mitjà de persones vivint en cada habitatge era de 2,85 i el nombre mitjà de persones que vivien en cada família era de 3,22.
Per edats la població es repartia de la següent manera: un 34,3% tenia menys de 18 anys, un 7,1% entre 18 i 24, un 32,1% entre 25 i 44, un 19,6% de 45 a 60 i un 6,9% 65 anys o més.
L'edat mediana era de 32 anys. Per cada 100 dones de 18 o més anys hi havia 95,2 homes.
La renda mediana per habitatge era de 41.461$ i la renda mediana per família de 42.578$. Els homes tenien una renda mediana de 36.104$ mentre que les dones 25.281$. La renda per capita de la població era de 16.620$. Aproximadament el 6,5% de les famílies i el 8,2% de la població estaven per davall del llindar de pobresa.

## Poblacions més properes
El següent diagrama mostra les poblacions més properes.